# Dolmen von Buluntza
Der Dolmen von Buluntza (baskisch Dolmen Buluntza Trikuharria) liegt auf dem Gatarre-Kamm, in der Nähe des Buluntza-Passes in Ahaxe-Alciette-Bascassan im Département Pyrénées-Atlantiques in Südfrankreich.
Dolmen ist in Frankreich der Oberbegriff für Megalithanlagen aller Art (siehe: Französische Nomenklatur).
Der runde Tumulus hat bei einer maximalen Höhe von 1,4 m einen Durchmesser von 12,0 bis 13,0 m. Die trapezförmige Kammer ist Südwest-Nordost orientiert. Die Orthostaten aus rosa Sandstein sind 3,5 bzw. 3,0 m lang. Der inzwischen mittig zerbrochene Deckstein aus Puddingstein misst etwa 6,0 × 3,0 × 0,9 m.
In der Nähe liegt der Gasteynia-Dolmen.